# Halowe Mistrzostwa Świata w Lekkoatletyce 1995 – bieg na 400 m kobiet
Bieg na 400 m kobiet – jedna z konkurencji rozgrywanych podczas halowych mistrzostw świata w lekkoatletyce w 1995. Eliminacje odbyły się 10 marca, półfinały miały miejsce 11 marca, finał zaś został rozegrany 12 marca.
Do eliminacji zgłoszonych zostało 20 zawodniczek z 13 państw.
Zawody w tej konkurencji wygrała reprezentantka Rosji Irina Priwałowa. Drugą pozycję zajęła zawodniczka z Jamajki Sandie Richards, trzecią zaś reprezentująca Bułgarię Danieła Georgiewa.

## Wyniki

### Eliminacje
Źródło: 
Bieg 1
| Miejsce | Zawodniczka        | Państwo           | Wynik | Uwagi |
| ------- | ------------------ | ----------------- | ----- | ----- |
| 1.      | Jearl Miles        | Stany Zjednoczone | 52,48 |       |
| 2.      | Tatjana Czebykina  | Rosja             | 52,84 |       |
| 3.      | Yolanda Reyes      | Hiszpania         | 53,56 | PB    |
| 4.      | Zhang Hengyun      | Chiny             | 54,27 |       |
| –       | Marie-Louise Bévis | Francja           | 52,79 |       |

Bieg 2
| Miejsce | Zawodniczka       | Państwo         | Wynik | Uwagi |
| ------- | ----------------- | --------------- | ----- | ----- |
| 1.      | Magdalena Nedelcu | Rumunia         | 53,10 |       |
| 2.      | Sandie Richards   | Jamajka         | 53,14 |       |
| 3.      | Sandra Myers      | Hiszpania       | 53,22 |       |
| 4.      | Melanie Neef      | Wielka Brytania | 53,34 |       |
| 5.      | Cao Chunying      | Chiny           | 55,32 |       |

Bieg 3
| Miejsce | Zawodniczka         | Państwo           | Wynik | Uwagi |
| ------- | ------------------- | ----------------- | ----- | ----- |
| 1.      | Irina Priwałowa     | Rosja             | 52,78 |       |
| 2.      | Kim Graham          | Stany Zjednoczone | 53,23 |       |
| 3.      | Naděžda Koštovalová | Czechy            | 53,33 |       |
| 4.      | Linda Kisabaka      | Niemcy            | 53,68 |       |
| 5.      | Susan Earnshaw      | Wielka Brytania   | 53,85 |       |

Bieg 4
| Miejsce | Zawodniczka         | Państwo  | Wynik | Uwagi |
| ------- | ------------------- | -------- | ----- | ----- |
| 1.      | Danieła Georgiewa   | Bułgaria | 52,67 |       |
| 2.      | Deon Hemmings       | Jamajka  | 52,91 |       |
| 3.      | Helena Dziurová     | Czechy   | 53,08 |       |
| 4.      | Dora Kiriaku        | Cypr     | 53,46 |       |
| –       | Myadagmaa Otgontuya | Mongolia | DNS   |       |

### Półfinały
Źródło: 
Bieg 1
| Miejsce | Zawodniczka       | Państwo           | Wynik | Uwagi |
| ------- | ----------------- | ----------------- | ----- | ----- |
| 1.      | Irina Priwałowa   | Rosja             | 51,82 |       |
| 2.      | Danieła Georgiewa | Bułgaria          | 52,34 |       |
| 3.      | Deon Hemmings     | Jamajka           | 52,77 |       |
| 4.      | Helena Dziurová   | Czechy            | 53,18 |       |
| 5.      | Kim Graham        | Stany Zjednoczone | 53,46 |       |
| 6.      | Sandra Myers      | Hiszpania         | 53,75 |       |

Bieg 2
| Miejsce | Zawodniczka         | Państwo           | Wynik | Uwagi |
| ------- | ------------------- | ----------------- | ----- | ----- |
| 1.      | Sandie Richards     | Jamajka           | 52,56 |       |
| 2.      | Jearl Miles         | Stany Zjednoczone | 52,61 |       |
| 3.      | Tatjana Czebykina   | Rosja             | 53,13 |       |
| 4.      | Magdalena Nedelcu   | Rumunia           | 53,17 |       |
| 5.      | Naděžda Koštovalová | Czechy            | 53,38 |       |
| –       | Marie-Louise Bévis  | Francja           | 52,85 |       |

### Finał
Źródło: 
| Miejsce | Zawodniczka        | Państwo           | Wynik | Uwagi |
| ------- | ------------------ | ----------------- | ----- | ----- |
| 01 !    | Irina Priwałowa    | Rosja             | 50,23 | CR    |
| 02 !    | Sandie Richards    | Jamajka           | 51,38 |       |
| 03 !    | Danieła Georgiewa  | Bułgaria          | 51,78 |       |
| 4.      | Deon Hemmings      | Jamajka           | 52,01 | PB    |
| 5.      | Jearl Miles        | Stany Zjednoczone | 52,01 |       |
| –       | Marie-Louise Bévis | Francja           | 53,27 |       |